# Phellinus hippophaëicola
Phellinus hippophaëicola eller Havtornsticka är en svampart som beskrevs av H. Jahn 1976. Phellinus hippophaëicola ingår i släktet Phellinus och familjen Hymenochaetaceae.   Inga underarter finns listade i Catalogue of Life.
Arten är reproducerande i Sverige.